# Gordon Windeyer
Gordon Windeyer (Gordon Phillip Windeyer; * 20. Februar 1954) ist ein ehemaliger australischer Hochspringer.
1974 siegte er bei den British Commonwealth Games in Christchurch. 1977 wurde er Siebter beim Leichtathletik-Weltcup in Düsseldorf und 1978 Fünfter bei den Commonwealth Games in Edmonton.
Dreimal wurde er Australischer Meister (1976–1978). Seine persönliche Bestleistung von 2,21 m stellte er am 3. Juni 1978 in Brisbane auf.